# مقدم (الولايات المتحدة)
يعتبر المقدم (بالإنجليزية: lieutenant colonel)‏ برتبة ضابط ميداني، في جيش الولايات المتحدة، ومشاة البحرية الأمريكية، والقوات الجوية الأمريكية، وسلاح الفضاء الأمريكي، أعلى بقليل من رتبة رائد وأقل بقليل من رتبة عقيد. وهي تعادل رتبة قائد بحري في القوات النظامية الأخرى.

## التاريخ
كانت رتبة مقدم في الجيش البريطاني منذ القرن السادس عشر على الأقل، واستخدمت في كل من الميليشيات الاستعمارية الأمريكية والأفواج النظامية الاستعمارية. واصل الجيش القاري الاستخدام البريطاني والاستعماري لرتبة مقدم، باعتباره الرجل الثاني في قيادة العقيد الذي يقود فوجًا.